# Highlandpony

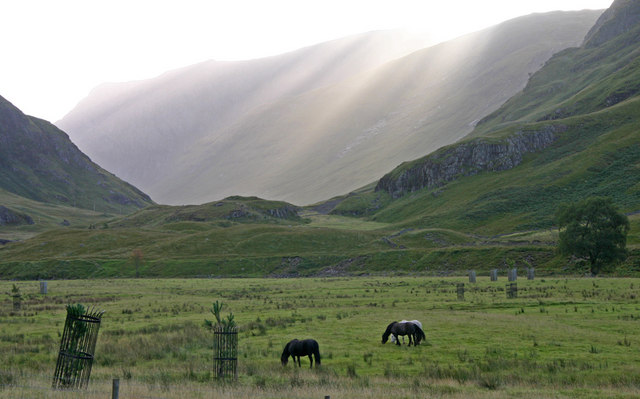
Highlandpony's

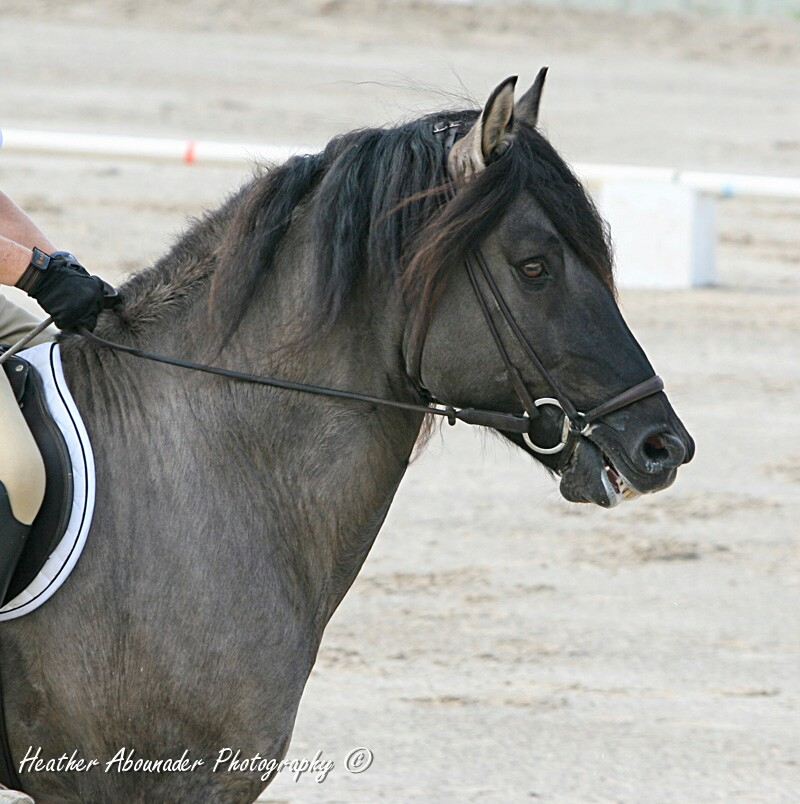
Hoofd van een hengst

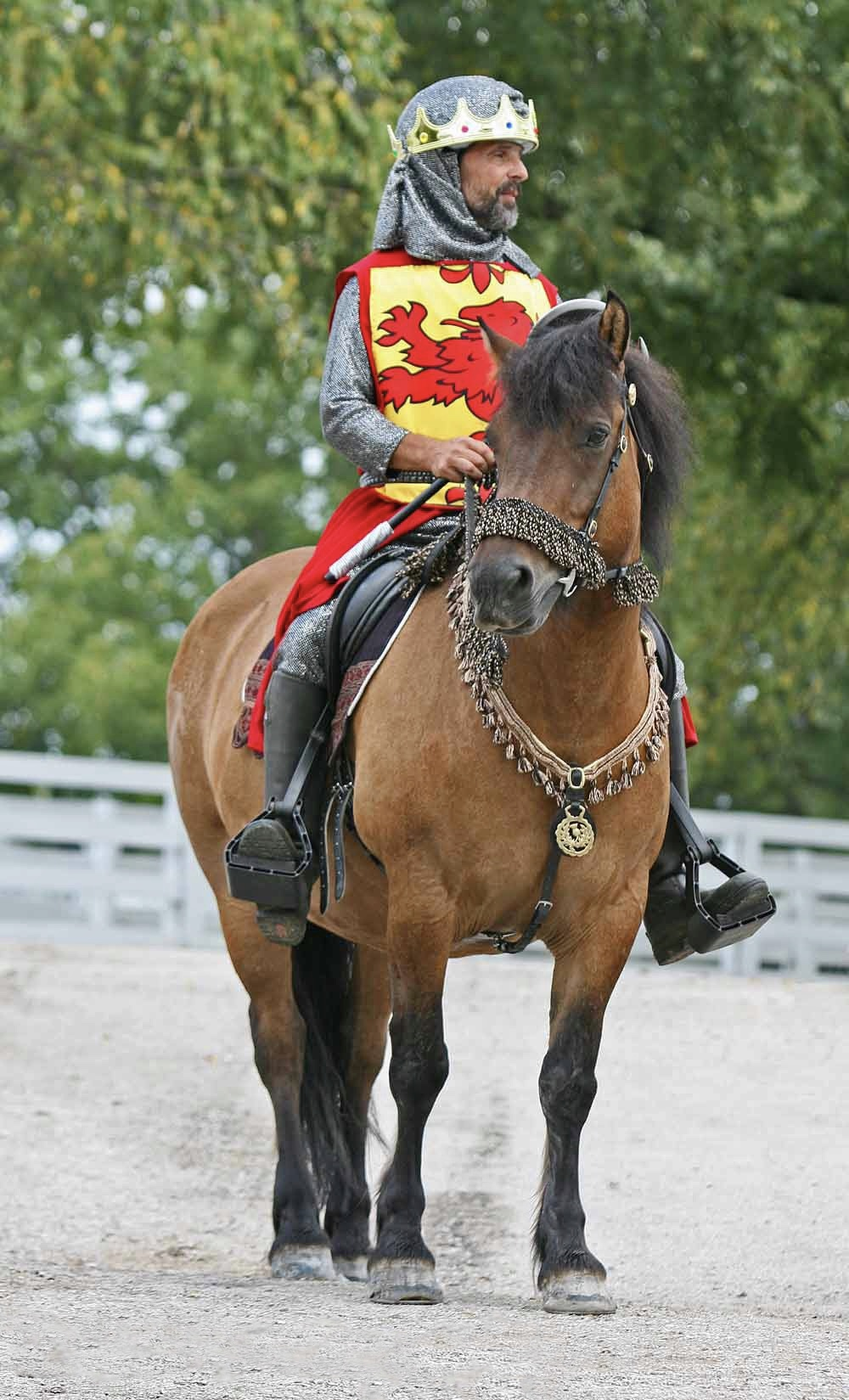
Gekostumeerd rijden

De highlandpony is een van de drie inheemse paardenrassen in Schotland. Het is een veelzijdige, compacte en robuuste pony.

## Geschiedenis
De highlandpony is afkomstig uit Schotland. Zijn voorouders leefden in Noord-Schotland, de eilanden voor de westkust, IJsland, Rusland, Noorwegen en andere Scandinavische landen.
De Kelten die vroeger in Schotland woonden gebruikten de pony's voor de landbouw en voor de cavalerie. De pony's waren sterk en taai met een groot uithoudingsvermogen. De highlandpony was een ideaal werkpaard omdat hij in een schraal gebied gehouden kon worden. Door hun vriendelijke aard was het makkelijk om ze te domesticeren.
Er ontstonden diverse soorten pony's maar tegen het einde van de 16e eeuw was er een definitief type ontwikkeld, dat ook zo vererfde maar vanaf die tijd werden de pony's beïnvloed door de verschillende manieren waarop ze door de mensen gebruikt werden en door het verlangen het ras te verbeteren. Toen de landbouw zich ontwikkelde in de 18e eeuw en de oppervlakten van het land zich uitbreidden, hadden de boeren een grotere pony nodig.
De pony's van de kleinere eilanden echter waren klein van stuk om warmte vast te houden en omdat ze dan minder voedsel nodig hadden. Vaak werden clydesdales gebruikt om mee te kruisen, maar dit zorgde voor grove onaantrekkelijke dieren met tekortkomingen van beide ouders. Deze kruisingen hadden meer voedsel nodig dan de highlandpony. Voor het werk bij de cavalerie werd een atletischer pony gevraagd zodat gebruik werd gemaakt van kruisingen met hackneys en Arabische volbloeden. De afstammelingen van deze ouders werden dan weer ingekruist met originele highlanders.

## Raskenmerken
De highlandpony is een pony die makkelijk buiten gehouden kan worden, ook in de winter. De wintervacht heeft een sterke, dasachtige bovenlaag over een wollige onderlaag. Het ras heeft zich in de loop van de tijd aangepast aan het barre klimaat in Schotland. De pony heeft een vriendelijke aard en een gelijkmatig temperament.
Het ras is een van de grootste Britse ponyrassen en moet volume en kracht uitstralen. Het is een compacte pony met een sterke, harmonieuze bouw. De lichaamsverhoudingen zijn goed in relatie tot zijn hoogte. 
De highlandpony heeft een gedragen hoofd met attente, vriendelijke ogen, een brede mond en een diepe kaak. De hals is van gemiddelde lengte en hij heeft schuine schouders met correct geplaatste voorbenen.
Het lichaam is compact en heeft veel ruimte voor hart en longen. Het dier heeft geronde ribben. De achterhand is krachtig met goed ontwikkelde dijen, een sterke schenkel en droge, vlakke spronggewrichten. De benen zijn vlak en hard met brede knieën, korte pijpen, schuine koten en goed gevormde donkere hoeven met bijbehorende zachte en zijdeachtige vetlokken. De highlandpony heeft vrije, rechte gangen zonder veel knie-actie. De manen en staart zijn vol, van nature golvend en worden niet getoiletteerd.
Bij alle nieuwgeboren of te exporteren pony's wordt door de Highland Pony Society een paspoort verstrekt. Om de pony's te kunnen identificeren worden daarin ook de kruinen van de pony's vastgelegd.
Stokmaat:
De officiële stokmaat ligt tussen de 1,32 m en 1,48 m, maar er komen ook grotere en kleinere dieren voor.
Kleur:
De highlandpony komt veelal voor in een wildkleur (dun). Dit houdt in dat het dier een aalstreep heeft. Soms zijn er zebrastrepen op voor- en achterbenen en op de schouder. De verschillende wildkleuren zijn: muiskleurig, geel, grijs en crème. Daarnaast komt de pony ook voor in schimmel, bruin, zwart en een enkele keer lichtbruin en leverkleurig met zilverkleurige manen en staart, vos of roan. Bonte kleuren zijn niet toegestaan. Een klein sterretje is toegestaan, maar andere witte aftekeningen worden liever niet gezien. De Highland Pony Society geeft geen deklicentie aan hengsten die witte aftekeningen hebben, afgezien van een klein sterretje of witte voetzolen. Witte hoeven worden niet geaccepteerd. Hoornkleurige hoefwanden die passen bij de vachtkleur zijn toegestaan.

## Gebruik
De highlandpony is een zeer veelzijdige pony. Hij is inzetbaar onder het zadel en in het tuig. Er bestaan binnen het ras verschillende ondertypen maar deze beantwoorden allemaal aan hetzelfde basistype. De boeren gebruikten de pony's voor het transport van turf, zeewier, graan en hooi, voor bemesting en voor ploegen en eggen. Ook werden ze voor de koets gebruikt door kooplieden, artsen en landeigenaren. Voor de veedriften moesten de pony's vanuit het verre noorden en de eilanden naar de veemarkten en jaarmarkten in de centrale en zuidelijker gelegen delen van Schotland trekken terwijl de ruiters het vee voor zich uit dreven. Daarna moesten ze dezelfde weg weer terug.

## Afbeeldingen

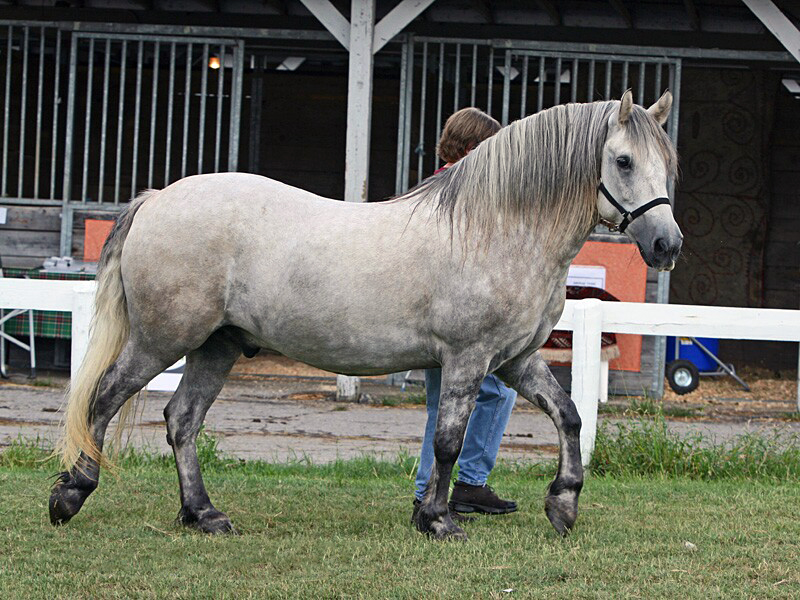
Een schimmel
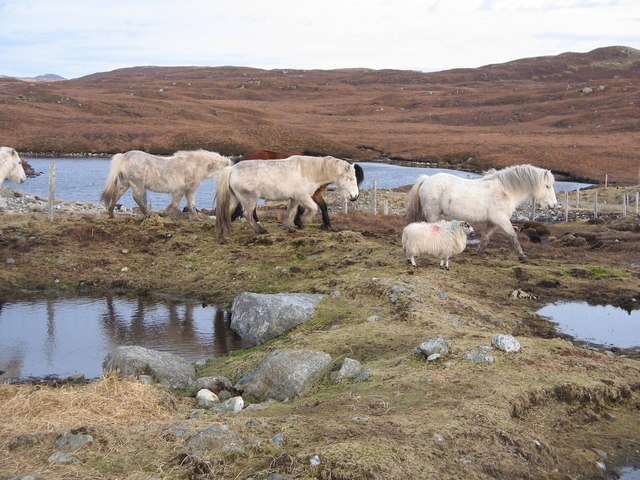
Isle of Lewis
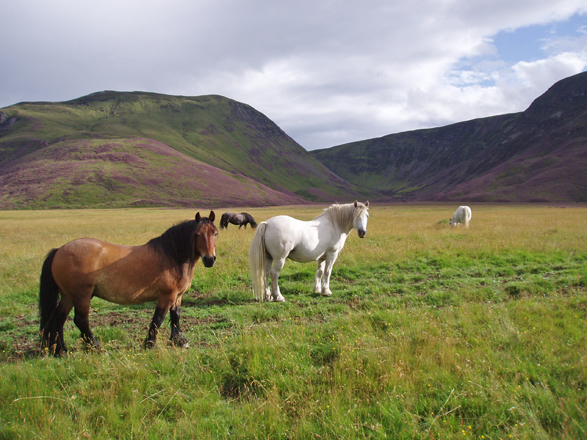
Glen Feshie
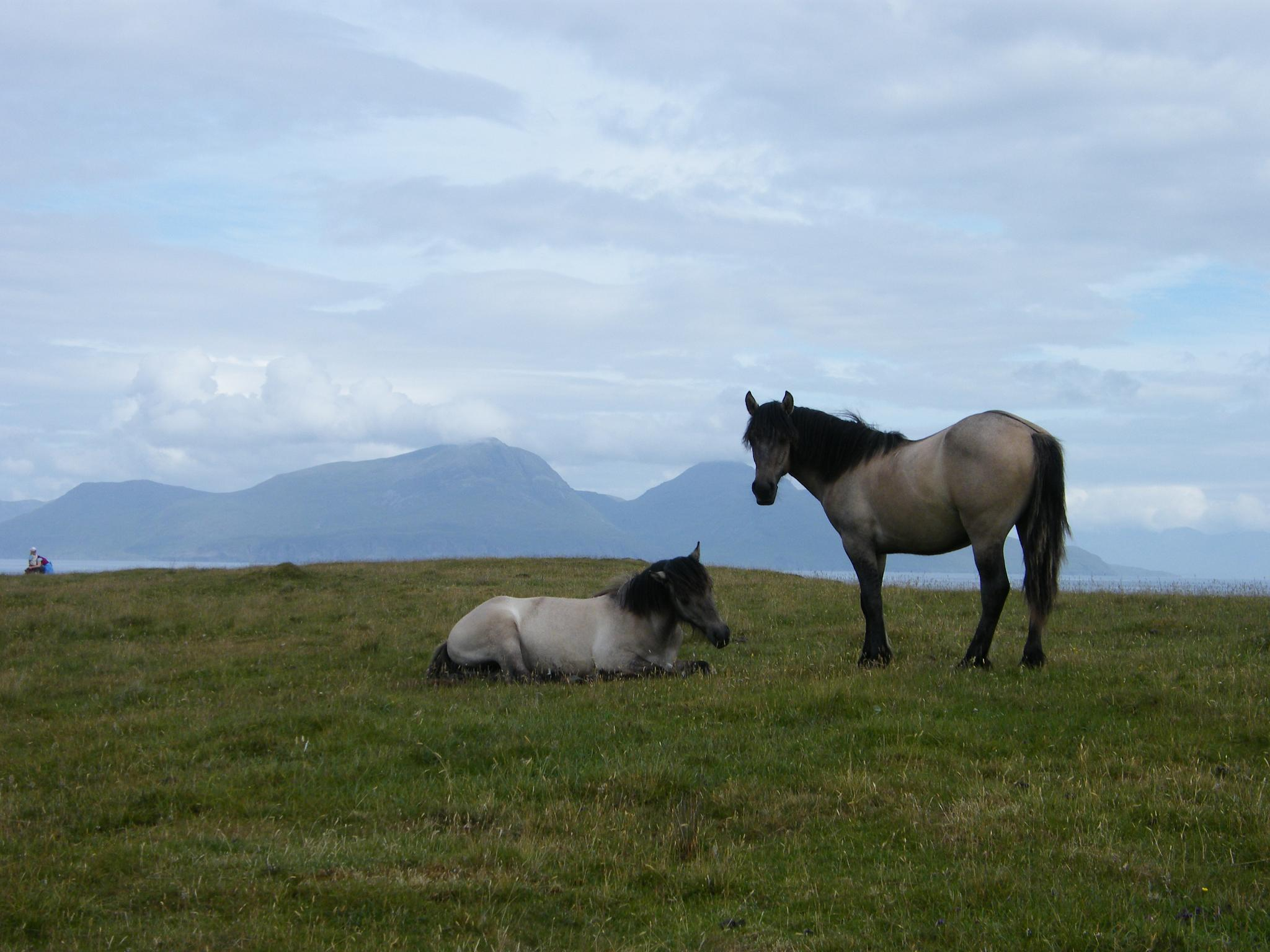
Highlandpony's op Muck